# Van Wilder 2: Sexy Party
Série
American Party
(2002) Van Wilder 3 : La Première Année de fac
(2009)
Pour plus de détails, voir Fiche technique et Distribution.
Van Wilder 2: Sexy Party (Van Wilder 2: The Rise of Taj) est un film américain réalisé par Mort Nathan, sorti en 2006.
Il fait suite à American Party et précède Van Wilder 3 : La Première Année de fac.

## Fiche technique
- Titre original : Van Wilder 2: The Rise of Taj
- Titre français : Van Wilder 2: Sexy Party
- Réalisation : Mort Nathan
- Scénario : David Drew Gallagher
- Musique : Robert Folk
- Photographie : Hubert Taczanowski
- Montage : John Axness et Sherwood Jones
- Production : Peter Abrams (de), Robert L. Levy (en), Andrew Panay, Elie Samaha, Gian Paolo Varani et Natan Zahavi
- Société de production : Metro-Goldwyn-Mayer, Bauer Martinez Studios, Tapestry Films, Myriad Pictures, 11:11 Mediaworks et National Lampoon
- Société de distribution : Metro-Goldwyn-Mayer (États-Unis)
- Pays de production :  États-Unis
- Langue originale : anglais
- Genre : Comédie romantique
- Durée : 97 minutes
- Dates de sortie : 
  - États-Unis : 1er décembre 2006
  - France : 7 janvier 2009 (sorti directement en DVD)

## Distribution
- Kal Penn : Taj
- Lauren Cohan : Charlotte
- Daniel Percival : Pip
- Glen Barry : Seamus
- Anthony Cozens : Gethin
- Steven Rathman : Simon
- Holly Davidson : Sadie
- Tom Davey : Percy
- William de Coverly : Roger
- Beth Steel : Penelope
- Amy Steel : Alexandra
- Jonathan Cecil : Provost Cunningham
- Roger Hammond : Camford Dean
- Kulvinder Ghir : le père de Taj
- Shobu Kapoor : la mère de Taj
- Rupert Frazer : le père de Charlotte
- Cornelia Pavlovici : la mère de Charlotte

## Accueil
Le film a reçu un accueil défavorable de la critique. Il obtient un score moyen de 21 % sur Metacritic.